# Ytterfladan
Ytterfladan är en vik i Finland.   Den ligger i landskapet Österbotten, i den västra delen av landet, 400 km nordväst om huvudstaden Helsingfors.
Ytterfladan avgränsas av Bergö i öster, Innerbådan och Ytterstgrundet i söder, Ytterbådan i sydväst och Höga Svanören i nordväst. Den ansluter till Bredhällsfladan i sydöst och Mellan Stenarna och Ön i väster.